# قسم شهدا الريفي (مقاطعة بهشهر)
قسم شهدا الريفي (بالفارسية: دهستان شهدا) هي منطقة ريفية تقع في إيران في مازندران. يقدر عدد سكانها بـ 3,341 نسمة.